# Vietnam-Airlines-Flug 815
Vietnam-Airlines-Flug 815 war ein internationaler Linienflug der Vietnam Airlines von Ho-Chi-Minh-Stadt nach Phnom Penh, bei dem am 3. September 1997 eine Tupolew Tu-134B-3 beim Landeanflug auf den Flughafen Phnom Penh abstürzte. Bei dem Unglück verloren 65 Menschen ihr Leben. Es ist der schwerste Flugunfall in Kambodscha.

## Flugverlauf

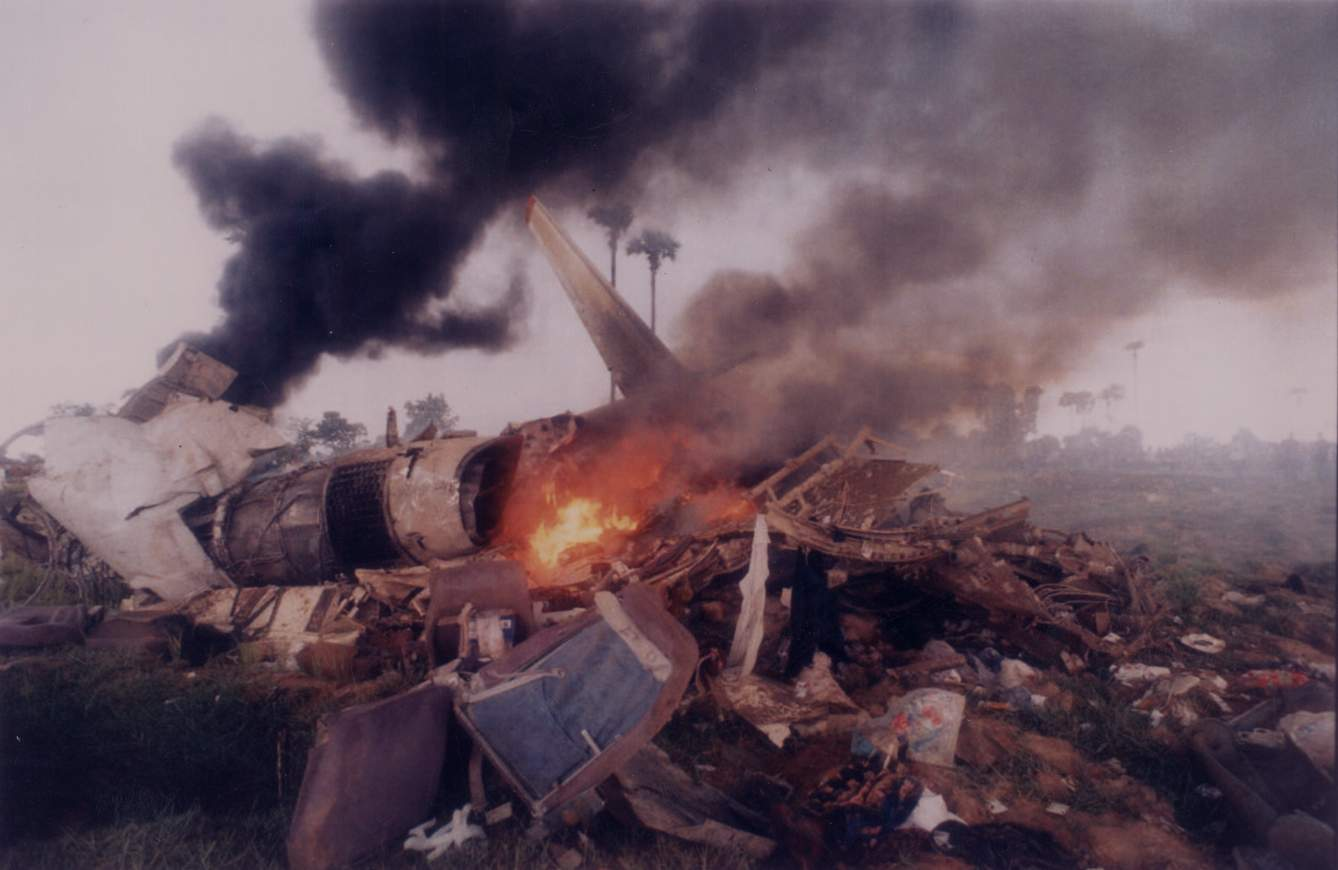
Die Tupolew Tu-134 kurz nach dem Aufprall

Die Tupolew Tu-134 hob gegen 13:00 Uhr Ortszeit (08:00 Uhr MEZ) in Ho-Chi-Minh-Stadt zu ihrem 45-minütigen Flug nach Phnom Penh ab. In Phnom Penh herrschte während des Landeanflugs starker Regen. Das Flugzeug flog bereits zu Beginn des Landeanflugs zu niedrig. Die Hinweise des Kopiloten und des Flugingenieurs hierauf ignorierte der Kapitän. Stattdessen gab er die Anweisung, nach der Landebahn Ausschau zu halten; aufgrund der schlechten Wetterbedingungen war diese allerdings nicht zu sehen. Das Flugzeug schlug anschließend gegen eine Palme, woraufhin der Kapitän versuchte, den Landeanflug abzubrechen und durchzustarten. Dieser Versuch schlug allerdings fehl, als das Flugzeug kurze Zeit später erneut mit einigen Palmen kollidierte und der linke Flügel hierbei beschädigt wurde. Das Flugzeug stürzte etwa 300 Meter vor der Landebahn auf Reisfelder. 65 der 66 Menschen an Bord starben bei dem Unglück.

## Untersuchung
Die Untersuchung benannte Pilotenfehler seitens des Kapitäns als Absturzursache. Dieser ignorierte die Hinweise bezüglich der Flughöhe und setzte den Landeanflug trotz der schlechten Sichtbedingungen fort.

## Passagiere und Besatzung
| Nationalität           | Passagiere | Crew | Insgesamt |
| ---------------------- | ---------- | ---- | --------- |
| Taiwan                 | 22         | –    | 22        |
| Südkorea               | 21         | –    | 21        |
| Vietnam                | 2          | 6    | 8         |
| Hongkong               | 4          | –    | 4         |
| Kambodscha             | 3          | –    | 3         |
| Volksrepublik China    | 2          | –    | 2         |
| Kanada                 | 2          | –    | 2         |
| Australien             | 1          | –    | 1         |
| Macau                  | 1          | –    | 1         |
| Japan                  | 1          | –    | 1         |
| Vereinigtes Königreich | 1          | –    | 1         |
| Total:                 | 60         | 6    | 66        |